# Магдалена Сибілла Прусська
Магдалена Сибілла Прусська (нім. Magdalena Sibylle von Preußen, 31 грудня 1586 — 12 лютого 1659) — прусська принцеса з династії Гогенцоллернів, донька герцога Пруссії Альбрехта-Фрідріха та клевської принцеси Марії-Елеонори, дружина курфюрста Саксонії Йоганна Георга I. Меценатка живопису та поезії.

## Біографія

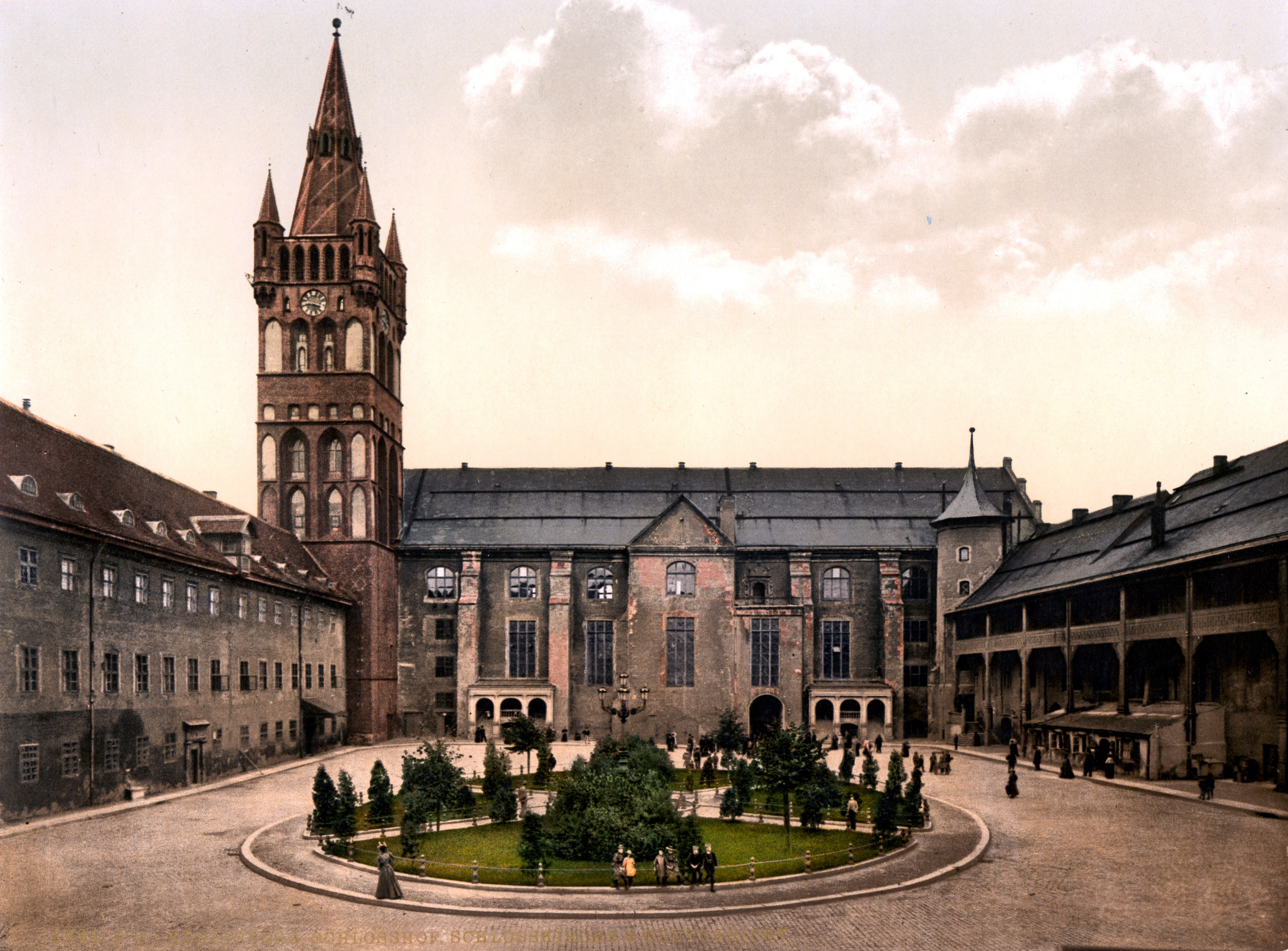
Кенігсберзький замок

Магдалена Сибілла народилась 31 грудня 1586 року в Кенігсберзі молодшою з семи дітей герцога Пруссії Альбрехта-Фрідріха та його дружини Марії Елеонори Клевської, доньки герцога Юліх-Клеве-Бергу Вільгельма Багатого. Старші брати померли ще до її народження, тож дівчинка росла з чотирма сестрами: Анною, Марією, Софією та Елеонорою. Принцеси жили у Кенігсберзькому замку і виховувались у дусі протестантизму.
20-річною стала дружиною спадкоємця саксонського престолу Йоганна Георга, молодшого брата правлячого курфюрста Крістіана II. Весілля відбулося у палаці Торгау 19 липня 1607 року. Їхній перший син народився мертвим. Незадовго перед цим пішла з життя мати Магдалени Марія Елеонора.
Згодом народила дев'ятеро живих дітей, з яких свідомого віку досягли семеро
Під час Тридцятирічної війни дуже страждала від того, що чоловік перейшов з боку відданого протестанта Густава II Адольфа на бік католицького імператора Фердинанда II.
Курфюрстіна дружила із своєю небогою Марією Елеонорою, королевою Швеції. Через це захищала шведських військовополонених, що працювали на будівництві Дрезденської фортеці.
Магдалена Сибілла також цікавилася садівництвом, мала власний фільварок з розплідником та скотним двором у рибальському селищі неподалік Дрездена. А з 1644 року — ще й нерухомістю у Горбіці.
Покровительствувала живопису та поезії.
8 жовтня 1656 року овдовіла. Відтоді до самої смерті жила у Dresdner Frau Kurfürstin-Haus. Курфюрстом країни став її син Йоганн Георг, який теж був палким любителем мистецтв.

## Родина

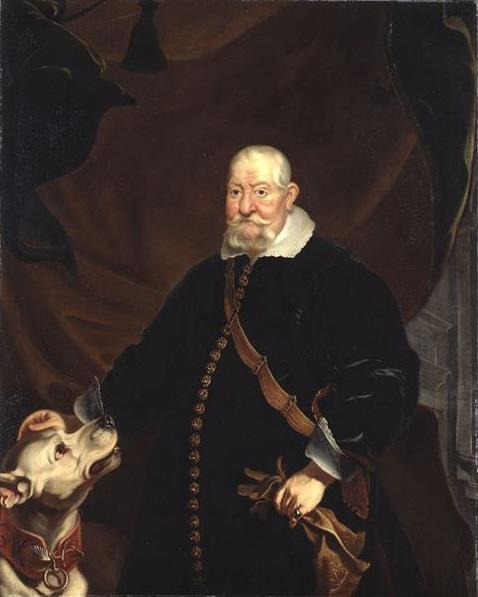
Чоловік Йоганн Георг

Чоловік — Йоганна Георга, курфюрст Саксонський
Діти:

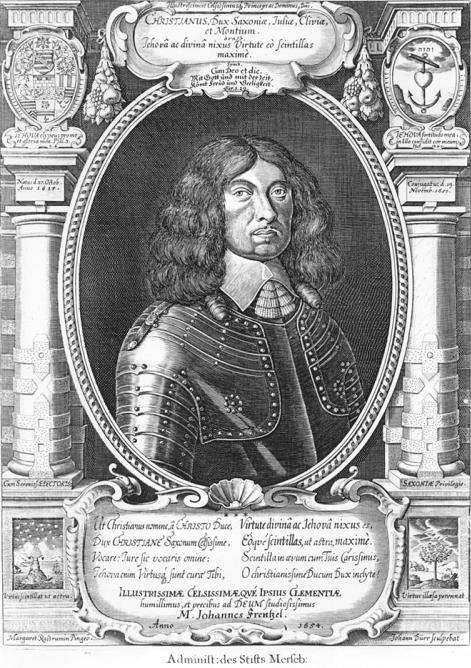
Син Крістіан

- Софія Елеонора (1609—1671) — була одружена із ландграфом Гессен-Дармштадтським Георгом II, мала чотирнадцятеро дітей;
- Марія Єлизавета (1610—1684) — була одружена із герцогом Гольштейн-Готторпським Фрідріхом III, мала численних нащадків;
- Крістіан Альбрехт (4 березня—9 серпня 1612) — помер немовлям;
- Йоганн Георг (1613—1680) — наступний курфюрст Саксонії, був пошлюблений із  Магдаленою Сибіллою Бранденбург-Байротською, мав двох доньок та сина;
- Август (1614—1680) — герцог Саксен-Вайзенфельський, був двічі одружений, мав численних нащадків;
- Крістіан (1615—1691) — герцог Саксен-Мерзебургу, був одружений із Крістіаною Шлезвіг-Гольштейн-Глюксбурзькою, мав десятеро дітей;
- Магдалена Сибілла (1617—1668) — була одружена зі спадкоємцем данського престолу Крістіаном, згодом — з герцогом Саксен-Альтенбурзьким Фрідріхом Вільгельмом II, мала трьох дітей від другого шлюбу;
- Моріц (1619—1681) — герцог Саксен-Цайц, був тричі одружений, мав численних нащадків;
- Генріх (27 червня—15 серпня 1622) — помер немовлям.